# Società Sportiva Ascoli 1938-1939
Questa pagina raccoglie le informazioni riguardanti la Società Sportiva Ascoli nelle competizioni ufficiali della stagione 1938-1939.

## Rosa
| N. |                   | Ruolo | Calciatore        |
| -- | ----------------- | ----- | ----------------- |
|    | Italia (bandiera) | A     | Alessandro Anatò  |
|    | Italia (bandiera) |       | Luigi Angelini    |
|    | Italia (bandiera) |       | Adriano Bassanti  |
|    | Italia (bandiera) |       | Mario Cannella    |
|    | Italia (bandiera) | D     | Mino Capponi      |
|    | Italia (bandiera) |       | Stefano Carnevali |
|    | Italia (bandiera) | D     | Paolo Colli       |
|    | Italia (bandiera) | A     | Mario Di Antonio  |

| N. |                   | Ruolo | Calciatore         |
| -- | ----------------- | ----- | ------------------ |
|    | Italia (bandiera) | D     | Luigi Giambruno    |
|    | Italia (bandiera) | A     | Arturo Lattanzi    |
|    | Italia (bandiera) | P     | Guido Lucidi       |
|    | Italia (bandiera) | D     | Amilcare Poli      |
|    | Italia (bandiera) | C     | Vladimiro Pompei   |
|    | Italia (bandiera) | C     | Gustavo Sclocchini |
|    | Italia (bandiera) | C     | Umberto Stipa      |